# Lawrence Wong
Lawrence Wong (kinesiska: 黄循财), född Lawrence Wong Shyun Tsai 18 december 1972 i Singapore, är Singapores fjärde och nuvarande premiärminister. 
Han efterträdde Lee Hsien Loong den 15 maj 2024. Han har varit landets finansminister sedan maj 2021 och sitter kvar på posten.
Wongs far var försäljningschef och hans mor lärare. Familjen bodde en lägenhet i östra delen av Singapore. Efter college fick han ett stipendium från University of Wisconsin–Madison där han tog en bachelor i ekonomi. År 1995 tog han en master i tillämpad ekonomi vid 
University of Michigan och år 2004 en master i offentlig förvaltning vid Harvard University.
Efter studiena fick Wong arbete som tjänsteman i Singapore och satt på flera poster i olika ministerier.
Wong valdes in i Singapores parlament år 2011 efter att ha valts till ordförande för People’s Action Party, och har återvalts vid två tillfällen.